# Patto Associativo
Il Patto Associativo è il documento a cui tutti i soci adulti dell'Associazione Guide e Scouts Cattolici Italiani (AGESCI) si devono impegnare ad aderire per poter far parte di una Comunità Capi e per poter svolgere un servizio educativo.
I soci adulti si riconoscono nel Patto associativo, documento che esprime la sintesi condivisa delle motivazioni che hanno sostenuto la loro scelta di svolgere un servizio educativo in Associazione.
Il documento è stato adottato nella sua prima versione con la fusione dell'Associazione Scouts Cattolici Italiani (ASCI) con l'Associazione Guide Italiane (AGI) per formare l'AGESCI nel 1974, e successivamente rielaborato fino alla stesura attuale risalente al Consiglio Generale del 1999.

## Il contenuto
Il patto associativo esprime le linee fondamentali dell'essere educatore in AGESCI, trattando nelle sue quattro sezioni i valori fondamentali a cui il capo deve impegnarsi ad aderire e le scelte che questi è chiamato a compiere.
Le quattro sezioni sono:
- L'associazione
- La scelta scout
- La scelta cristiana
- La scelta politica

## L'associazione
Esprime i valori fondamentali dell'associazione, tra i quali la volontarietà e la gratuità del servizio dei capi, la finalità educativa dell'associazione ed il modello educativo a cui la stessa tende. Viene espresso qui l'innovativo principio diarchico (cosiddetta diarchia associativa) in base al quale ogni struttura educativa e di governo dell'associazione è retta da un uomo ed una donna in relazione di pari valore e dignità.

## La scelta scout
La scelta scout esprime sintesi inscindibile dei valori e del metodo dello scautismo. Esprime la scelta per l'adozione dello Scautismo quale modello pedagogico nell'agire educativo dell'associazione.
Si stabilisce che il metodo educativo adottato è basato sui quattro punti di B.-P.
- Formazione del carattere
- Salute e forza fisica
- Abilità manuale
- Servizio al prossimo

Il metodo si evolve ed arricchisce nel corso della storia associativa e si espleta attraverso gli elementi del metodo, che all'interno dell'associazione sono:

### L'autoeducazione
Il ragazzo è protagonista, anche se non l'unico responsabile, della propria crescita, secondo la sua maturazione psicologica e la sua età. Il Capo, con intenzionalità educativa, fornisce mezzi e occasioni di scelta in un clima di reciproca fiducia e di serena testimonianza che evita ogni imposizione.

### L'esperienza e l'interdipendenza tra pensiero e azione
Lo scautismo è un metodo attivo: si realizza attraverso attività concrete. Il ragazzo è aiutato dal Capo a riflettere su tali esperienze per conoscere se stesso e la realtà, così da poter giungere gradualmente a libere valutazioni critiche e a conseguenti scelte autonome

### La vita di gruppo e la dimensione comunitaria
La persona sviluppa le proprie potenzialità vivendo con gli altri in un indispensabile rapporto di età e di generazione, che fa crescere Capi e ragazzi. In questo modo è possibile sperimentare una forma di vita fondata sull'accoglienza delle reciproche diversità e sulla fraternità, dove ciascuno è impegnato a mettersi a servizio degli altri. Nella comunità si vivono le possibili dinamiche politiche che si incontrano nel quotidiano. Il piccolo gruppo è laboratorio e palestra che, aiutando a costruire strumenti interpretativi della realtà e a sperimentare modalità di partecipazione, educa a una cittadinanza responsabile.

### La coeducazione
Le Capo e i Capi dell'AGESCI condividono la responsabilità educativa e testimoniano l'arricchimento che viene dalle reciproche diversità. Nel rispetto delle situazioni concrete delle realtà locali e personali e dei diversi ritmi di crescita e di maturazione, offrono alle ragazze e ai ragazzi di vivere esperienze educative comuni, al di là di ogni ruolo imposto o artificiosamente costituito.

### La vita all'aperto
Giocare, vivere l'avventura e camminare nella natura insegna il senso dell'essenziale e della semplicità, permette di essere persone autentiche che colgono i propri limiti e la necessità di aiuto e rispetto reciproco tra noi e con tutto il creato. Capi e ragazzi sperimentano il legame tra l'uomo e la natura come espressione di un unico disegno di Dio Creatore, che ci ha posti come custodi attivi e responsabili del suo giardino.

### Il gioco
Il gioco è un momento educativo in cui, attraverso l'avventura, l'impegno e la scoperta, il ragazzo sviluppa creativamente tutte le proprie doti, cogliendo meglio limiti e capacità personali, impara a riconoscere le regole e a rispettarle con lealtà. È una costante e progressiva esperienza della comune aspirazione alla gioia, dispone all'entusiasmo, al senso del gratuito, all'apertura al nuovo, alla ripresa fiduciosa dopo ogni insuccesso, all'accettazione e al completamento reciproco.

### Il servizio
Il valore educativo del servizio tende a portare l'uomo a realizzarsi nel "fare la felicità degli altri". È impegno graduale, concreto, disinteressato e costante ad accorgersi degli altri, a mettersi al passo di chi fa più fatica ed a condividere i doni che ciascuno porta. La conoscenza della realtà e delle sue contraddizioni mostra come e dove operare, nello spirito di Cristo, per il bene comune dei fratelli e per il cambiamento di tutto ciò che lo ostacola.

### La fraternità internazionale
Lo scautismo si incarna in modi diversi nei vari Paesi, vivendo i propri valori nella specificità delle differenti culture. Capi e ragazzi dell'AGESCI, nel legame coi loro fratelli nel mondo, vivono la dimensione della fraternità internazionale, che supera le differenze di razza, nazionalità e religione, imparando ad essere cittadini del mondo e operatori di pace

## La scelta cristiana
Al capo AGESCI, in quanto associazione cattolica, viene richiesto di aderire ai valori della chiesa di Roma e di esserne testimone, educando i ragazzi che gli sono affidati anche dal punto di vista della fede.
La scelta cristiana è assunta personalmente e vissuta nella Chiesa Cattolica.

## La scelta politica
Il capo si impegna ad educare i ragazzi in modo indipendente da qualsiasi realtà partitica e dalle preferenze politiche personali, nell'ottica di formare in loro una coscienza critica e capace di scelte mature e responsabili.
La scelta politica orientata alla partecipazione attiva e responsabile per la realizzazione del bene comune e per la valorizzazione della persona al fine di garantire l'inviolabilità dei suoi diritti fondamentali ed il loro sviluppo anche attraverso l'assunzione dei doveri inderogabili di solidarietà.